# Rio (Illinois)
Rio – wieś w Stanach Zjednoczonych, w stanie Illinois, w hrabstwie Knox.